# Var fan är mitt band?
Var fan är mitt band? är ett svenskt realityprogram från 2008 där Magnus Uggla letar musiker till sitt turnéband. Serien producerades av Silverback i åtta delar och visades i SVT på fredagar under perioden 4 april-23 maj 2008.

## Programidé
Uggla planerar en turné men han behöver ett nytt band. Han har tröttnat på de gamla vanliga stockholmsmusikerna som han brukar turnera med och beger sig därför på roadtrip i Sverige med sin kapellmästare Martin Hedström. Tillsammans besöker de skolor, skivaffärer och replokaler i jakt på basister, gitarrister, batterister och keyboardister. Dessa testas både musikaliskt och socialt för att passa med Uggla.

### Kontroverser
Från början var SVT skeptiska till att programtiteln innehöll en svordom och de ville byta ut ”fan” mot ”sjuttsingen”, ”rackarns” eller ”fasiken”. Programmet fick dock behålla titeln.

## Det nya bandet
I sista programmet så sattes det slutgiltiga bandet ihop:
- Olle Häggberg – bas
- Emil Asbjörnsen – trummor
- Johan Nordin – keyboard
- Martin Hedström – gitarr

Bandet premiärspelade på Allsång på Skansen den 1 juli 2008 och påbörjade sedan en sommarturné genom Sverige.

### Turnéplan
- 3 juli: Sundsvall
- 4 juli: Grue Finnskog (Nor)
- 5 juli: Fredrikstad (Nor)
- 8 juli: Kristianstad (Tivoliparken)
- 11 juli: Lidköping
- 12 juli: Svedala
- 13 juli: Eskilstuna
- 16 juli: Karlshamn (Östersjöfestivalen)
- 17 juli: Ljungby
- 18 juli: Varberg
- 19 juli: Linköping
- 20 juli: Malmö
- 22 juli: Mariehamn (Åland)
- 24 juli: Stockholm
- 25 juli: Borlänge
- 26 juli: Piteå
- 30 juli: Halmstad
- 31 juli: Karlskoga
- 1 augusti: Mariestad
- 2 augusti: Östersund
- 5 augusti: Göteborg
- 7 augusti: Borgholm
- 8 augusti: Arvika
- 16 augusti: Uppsala

## Citat
| ”               | Det ska inte bli nåt jävla Idol där alla får vara med och tycka. Här är det jag som bestämmer | „ |
| – Magnus Uggla, |                                                                                               |   |

## Fotnoter
1. ↑  ”Var fan är mitt band?”. Svensk mediedatabas. 26 februari 2008. http://smdb.kb.se/catalog/search?q=%22Var+fan+%C3%A4r+mitt+band%3F%22+typ%3Atv&sort=OLDEST. Läst 30 juli 2012.
2. ↑  Susanne Nylén. ”Var sjuttsingen är mitt band?”, artikel i Aftonbladet, 21 april 2008.
3. ↑  Magnus Uggla söker nytt band[död länk], Sveriges Television, 21 april 2008.